# 韩纯厚
韩纯厚（1931年2月—2023年1月19日），黑龙江哈尔滨人，中国人民解放军正军职离休干部、原总后勤部油料部部长。

## 生平
韩纯厚1948年7月入伍，1953年11月加入中国共产党。历任机要员、参谋、队长，空军后勤部油料部助理员、副科长、科长、副处长、副部长、部长等职。
2023年1月19日，韩纯厚因病于北京逝世，享年91岁。讣告刊登在4月28日的《解放军报》。